# Komédia

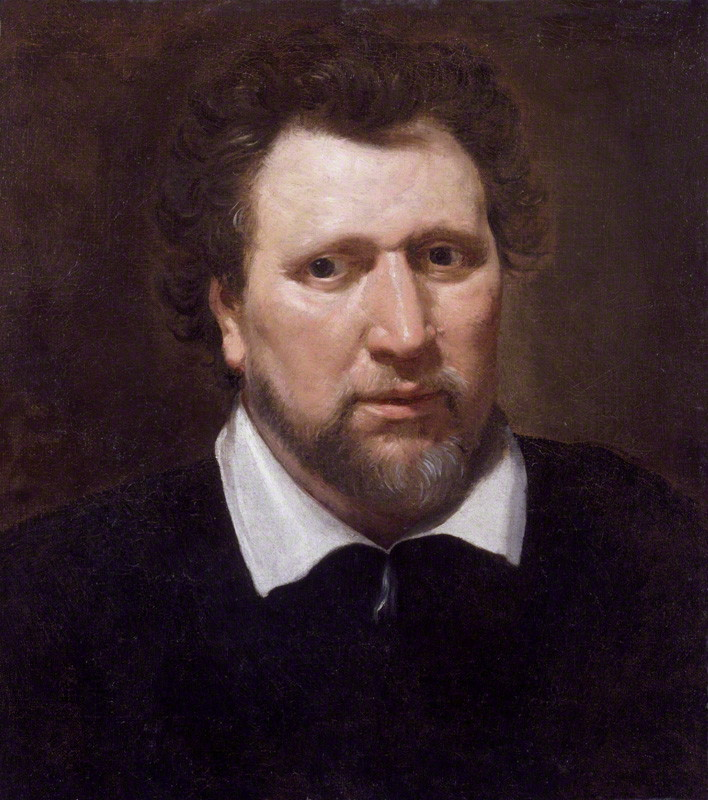
Ben Jonson

A komédia vagy vígjáték olyan drámai műfaj, amelyben a világot komikusan ábrázolják, ezzel a nézőt nevetésre ösztönözve. Ellentétekre épül: valóság-látszat, értékes-értéktelen. Az ilyen művekben gyakori egy-egy élethelyzet humoros ábrázolása, emellett a félreértések is fontos szerepet kapnak.

## A komédiáról általában
Az elnevezés eredete a görög komosz („falusi mulatság” a kómé, azaz „falu” szóból), az ókori vígjátékokat nevezték így először. A műfaj középpontjában mindig egy vagy több konfliktushelyzet áll, melynek valamilyen szerencsés fordulat következtében lesz megoldása. Gyakran álértékeket mutat be, keveredik benne a valóság és a látszat.
Többen próbálták meghatározni a komédia fogalmát.
Arisztotelész: "A komédia a hitványabbak utánzása, de nem a rosszaságé a maga egészében, hanem a csúfságé, amelyhez hozzátartozik a nevetséges is. A nevetséges ugyanis valami hiba, vagyis fájdalmat és így kárt nem okozó csúfság."
Bergson: "A komikum az automatizmus, a merev gépiesség lelepleződése."
A komikus hős egy tipikus ember, tipikus hibákkal és tévedésekkel, titka vagy jelleme a mű végén általában lelepleződik. A helyzet- és jellemkomikum meghatározó elemei a vígjátékoknak. A hangnemek (humor, szatíra, nyílt gúny, irónia) fontos eszközei az íróknak, emellett felhasználhatnak groteszk és parodisztikus eszközöket is. A műfaji változatok közül leggyakoribbak a bohózat és a burleszk.

## Komédiaírók

### Arisztophanész(Kr. e. 5-4. sz.)
Ókori görög komédiaíró, 11 fennmaradt művét ókomédiának nevezzük. Az újkomédia a hellenizmus korában alakult ki. Arisztophanész általában kortársairól írt humorosan a műveiben, ezzel szemben az újkomédiák tárgya a mindennapi élet. Fennmaradt művei: A lovagok, A felhők, A Darázsok, A béke, Az Acharnabéliek, A madarak, A békák, Lysistrate, A nők ünnepe, A nőuralom, Plutos.

### Menandrosz(Kr. e. 4-3. sz.)
Görög komédiaíró, a jellemkomikum nagy mestere volt, csak töredékek maradtak fenn tőle: Embergyűlölő, Ítéletkérők, A lenyírt hajú leány, Szamoszi nő, Kétszer csaló, Együtt étkezők, Fivérek, Androszi lány, Önkínzó, Anyós.

### Plautus(Kr. e. 3-2. sz.)
Római vígjátékíró, továbbfejlesztette a típusfigurákat és szerepköröket. Többek között a következő műveket írta: Poenulus, Amphitryon, Captivi, Persa, Miles Gloriosus (A hetvenkedő katona), Aulularia, Trinummus, Rudens, Mercator, Curculio, Stichus, Menaechmi és Asinaria.

### Terentius(Kr. e. 2. sz.)
Rabszolgaként került Rómába, de szenátor gazdája felismerte tehetségét, kitaníttatta, és felszabadította. Ún. fabulákat írt, ami a vígjáték egy formája. Művei: Andria (az androszi leány), Hecyra (az anyós), Hautontimorumenos (az önmagát kínzó), Eunuchus (a herélt), Phormio (a darabban előforduló parazita neve), Adelphoe (a testvérek).

### William Shakespeare
Az angol reneszánsz kiemelkedő vígjátékírója. Kettős cselekményvezetése és emberábrázolásával újat hozott a komédiaköltészetbe. Komédiái: A két veronai nemes (The Two Gentleman of Verona), A windsori víg nők (The Merry Wives of Windsor), Szeget szeggel (Measure for Measure), Tévedések vígjátéka (Comedy of Errors), Sok hűhó semmiért (Much Ado About Nothing), Lóvátett lovagok (Love’s Labor’s Lost), Szentivánéji álom (A Midsummer Night’s Dream), A velencei kalmár (The Merchant of Venice), Ahogy tetszik (As You Like It), A makrancos hölgy (The Taming of the Shrew), Minden jó, ha vége jó (All’s Well That Ends Well), Vízkereszt, vagy amit akartok (Twelfth Night or What You Will), Téli rege (The Winter’s Tale), Pericles (Pericles, Prince of Tyre).